# امپراتوری اکد
امپراتوری اکد (۲۵۰۰–۲۳۰۰ پ. م) نخستین امپراتوری باستانی شناخته‌شده بین‌النهرین، پس از تمدن طولانی مدت سومر بود. این امپراتوری با مرکزیت شهر اکد  و منطقه اطراف آن، سخنرانان آکدی و سومری را تحت یک حکومت متحد کرد و نفوذ قابل توجهی در سراسر بین النهرین، شام و آناتولی اعمال کرد و لشکرکشی های نظامی را تا جنوب دیلمون و شبه جزیره عربستان فرستاد.

## تاریخ و دوره‌بندی
دوره اکدی به‌طور کلی به ۲۳۳۴–۲۱۵۴ پیش از میلاد (طبق گاهشماری میانی) مربوط می‌شود. تاریخ‌های کوتاه گاهشماری ۲۲۷۰–۲۰۸۳ پیش از میلاد در حال حاضر کمتر محتمل در نظر گرفته می‌شود. قبل از آن دوره اولیه سلسله بین‌النهرین (ED) و پس از آن دوره سلسله سوم اور قرار گرفت، اگرچه هر دو انتقال مبهم هستند. به عنوان مثال، به احتمال زیاد ظهور سارگون اکدی با اواخر دوره ED مصادف شده است و آخرین پادشاهان اکدی همزمان با پادشاهان گوتی در کنار فرمانروایان در دولت-شهرهای اوروک و لاگاش حکومت می‌کردند. دوره اکدی با EB IV (در اسرائیل)، EB IVA و EJ IV (در سوریه)، و EB IIIB (در ترکیه) معاصر است.

### جدول زمانی حاکمان
ترتیب نسبی پادشاهان اکدی روشن است، در حالی که به این نکته اشاره می‌شود که نسخه دودمان سوم اور از فهرست پادشاهان سومری ترتیب ریموش و منیشتوشو را وارونه می‌کند. تاریخ مطلق سلطنت آنها تقریبی است (مانند تمام تاریخ‌های قبل از فروپاشی اواخر عصر برنز در حدود ۱۲۰۰ پیش از میلاد).
| نام حاکم     |                                                        | گاهشماری میانی (تمام تاریخ‌ها پیش از میلاد است) | شجره نامه |
| ------------ | ------------------------------------------------------ | ---------------------------------------------- | --------- |
| سارگون       |                                                        | ۲۳۳۴–۲۲۷۹                                      |           |
| ریموش        |                                                        | ۲۲۷۸–۲۲۷۰                                      |           |
| منیشتوشو     |                                                        | ۲۲۶۹–۲۲۵۶                                      |           |
| نارام سین    |                                                        | ۲۲۵۴–۲۲۱۸                                      |           |
| شار کالی شری |                                                        | ۲۲۱۷–۲۱۹۳                                      |           |
| دودو         | Alabaster vase of Dudu of Akkad Louvre Museum AO 31549 | ۲۱۸۹–۲۱۶۹                                      |           |
| شو تورول     | Votive_hammer_of_Shu-turul                             | ۲۱۶۸–۲۱۵۴                                      |           |

## تاریخ و توسعه امپراتوری

### اکد پیش از سارگون

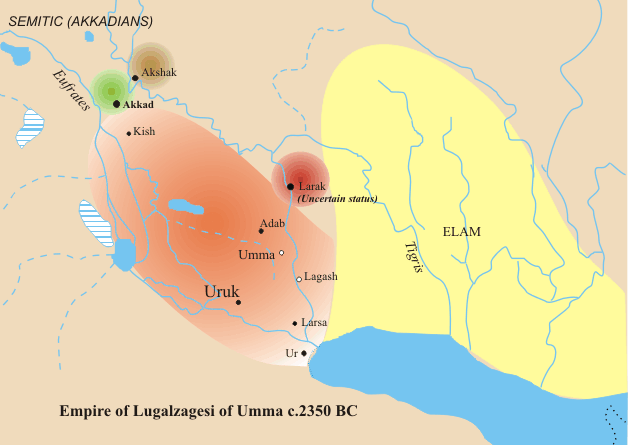
اکد قبل از گسترش (به رنگ سبز). قلمرو سومر در زمان آخرین پادشاه آن لوگال‌زاگه‌سی به رنگ نارنجی نشان داده می‌شود. حدود ۲۳۵۰ پیش از میلاد

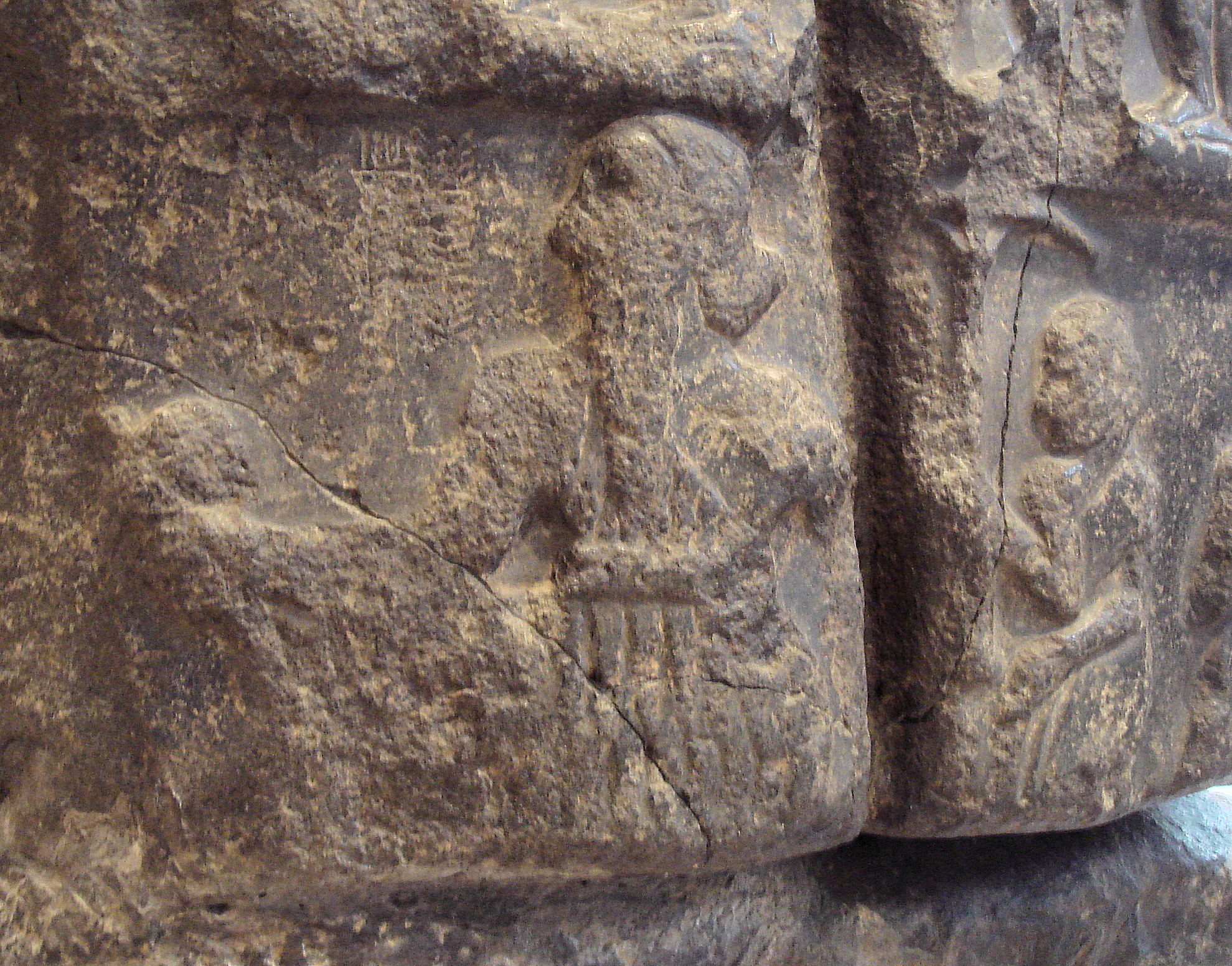
سارگون روی ستون پیروزی خود، با کش موی سلطنتی، گرز به دست و کت سلطنتی پشمی بر روی شانه چپ خود با کمربند بزرگ (سمت چپ) پوشیده است و به دنبال آن خدمتکار چتر سلطنتی در دست دارد. نام سارگون به خط میخی اکدی ("شاه سارگون") کمرنگ جلوی صورتش می‌آید. موزه لوور

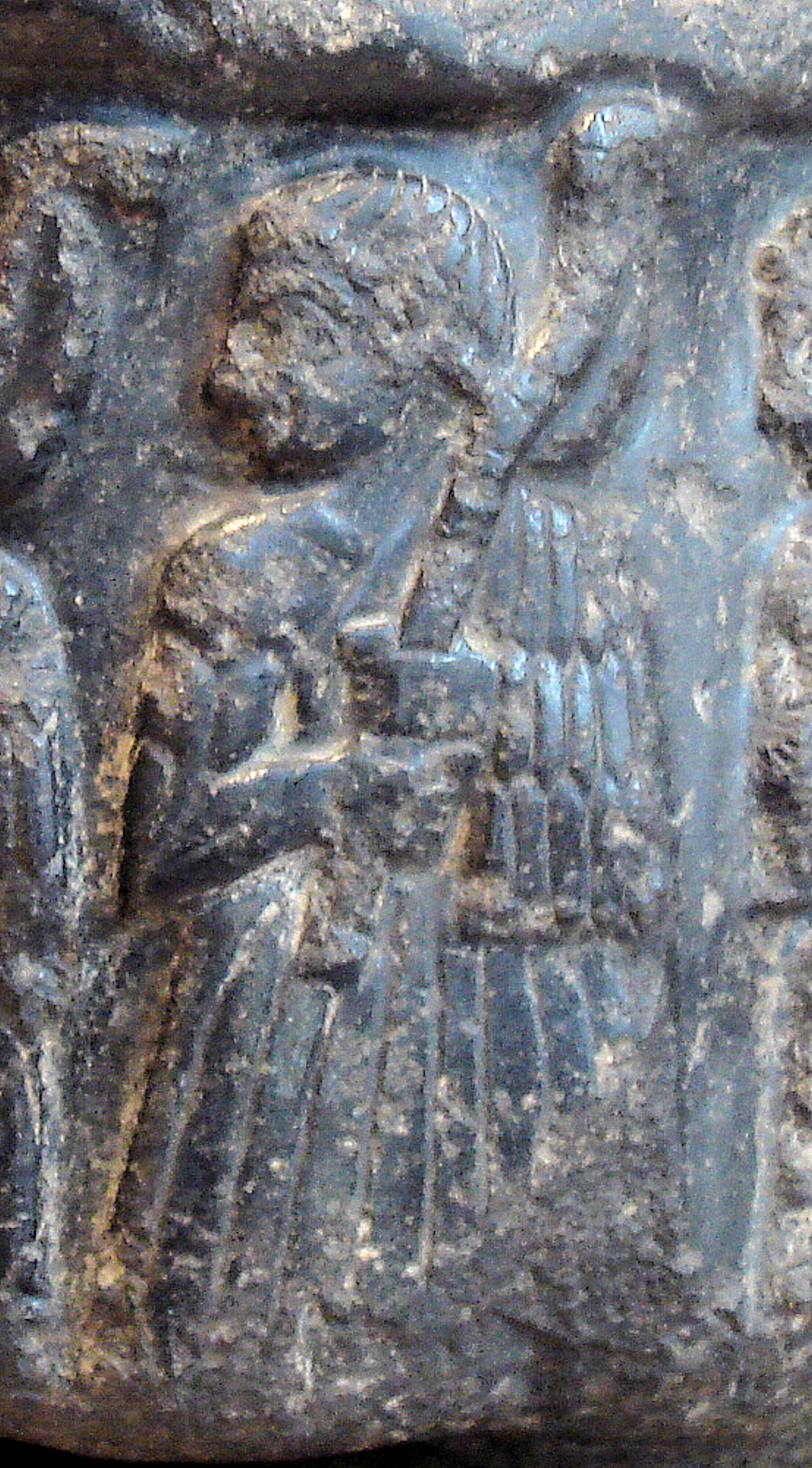
مقام اکدی در هیئت سارگون اکدی، تبر در دست دارد

امپراتوری اکد نام خود را از منطقه و شهر اکد گرفته است که هر دو در منطقه تلاقی عمومی رودهای دجله و فرات قرار داشتند. اگرچه شهر اکد هنوز شناسایی نشده است، اما از منابع متنی مختلف شناخته شده است. در این میان حداقل یک متن مربوط به قبل از سلطنت سارگون است. همراه با این واقعیت که نام اکد منشأ غیر اکدی دارد، این نشان می‌دهد که شهر اکد ممکن است قبلاً در دوران پیش از سارگونی اشغال شده باشد.

### سارگون اکدی
کتاب مقدس در پیدایش ۱۰:۱۰–۱۲ به اکد اشاره می‌کند که می‌گوید:
«آغاز پادشاهی نمرود او بابل و اریخ و آکاد و کلنه در سرزمین شنار بود. از آن سرزمین به آشور رفت و نینوا و رحوبوت-ایر و کالح و رسن را در میان ساخت. نینوا و کالح (همان شهر بزرگ است)».
هویت تاریخی نمرود ناشناخته یا مورد بحث است، اما برخی نمرود را سارگون اکدی معرفی کرده‌اند، و برخی دیگر او را با گیلگمش افسانه‌ای، پادشاه اوروک (ارچ) مقایسه کرده‌اند. سارگون اکدی در نبرد اوروک، لوگال‌زاگه‌سی را شکست داده و پس از به اسارت گرفتن لوگال‌زاگه‌سی، امپراتوری او را فتح کرد.
قدیمی‌ترین اسناد در زبان اکدی به زمان سارگون مربوط می‌شود. ادعا می‌شد که سارگون پسر لایبوم یا ایتتی بل، باغبانی فرودست و احتمالاً هیرودول یا کاهن ایشتار یا اینانا است. یکی از افسانه‌های مربوط به سارگون در دوران نو آشوری چنین می‌گوید:
مادر یک کاهنه بود. (اما) پدرم را نمی‌شناسم.
برادران پدرم عاشق کوه‌ها بودند.
زادگاه من آزوپیرانوست، که در ساحل فرات قرار دارد.
مادر کاهنه‌ام مرا حامله شد، او مرا در خفا به دنیا آورد.
او مرا در رودخانه انداخت (به‌طوری که) آب مرا غرق نکرد.
آب مرا به سوی اکی آبیار برد.
اکی آبیار مرا به فرزندی پذیرفت و مرا تربیت کرد.
اکی آبیار مرا به باغبانی خود برگزید.

هنگامی که من یک باغبان بودم، ایشتار عشق خود را به من ارزانی داشت، و من برای چهل و … سال پادشاهی کردم.
ادعاهایی که بعداً از طرف سارگون مطرح شد این بود که مادرش یک کاهنه «انتو» (کاهن اعظم) بود. این ادعاها ممکن است برای اطمینان از شجره اشراف باشد، زیرا فقط یک خانواده عالی می‌تواند به چنین موقعیتی دست یابد.
سارگون که در اصل جام‌دار سلطنتی (ربشاکه) پادشاه کیش با نام سامی اور-زابابا بود، به باغبانی تبدیل شد و وظیفه پاکسازی کانال‌های آبیاری را بر عهده داشت. جام‌دار سلطنتی در این زمان در واقع یک منصب سیاسی برجسته، نزدیک به شاه و با مسئولیت‌های مختلف در سطح بالا بود که در عنوان خود مقام پیشنهاد نمی‌شد. این به او اجازه داد تا به یک سپاه منضبط از کارگران دسترسی پیدا کند، که احتمالاً به عنوان نخستین سرباز او نیز خدمت می‌کردند. سارگون با جابجایی اور-زابابا به عنوان پادشاه تاج گذاری کرد و او وارد یک حرفه تسخیر سرزمین‌های خارجی شد. او چهار بار به سوریه و کنعان حمله و سه سال را صرف تسلیم کامل کشورهای «غرب» کرد تا آنها را با بین‌النهرین «در یک امپراتوری واحد» متحد کند.
با این حال، سارگون این روند را فراتر برد و بسیاری از مناطق اطراف را فتح کرد تا امپراتوری ایجاد کند که به سمت غرب تا دریای مدیترانه و شاید قبرس (کاپتارا) می‌رسید. به سمت شمال تا کوه‌ها (متن هیتی‌های بعدی بیان می‌کند که او با نورداگال پادشاه هتی بوروشاندا، تا آناتولی، جنگید). به سمت شرق بر ایلام ; و تا جنوب ماگان (عمان) - منطقه‌ای که او ظاهراً ۵۶ سال بر آن سلطنت کرد، اگرچه تنها چهار «نام سال» باقی مانده است. او با جایگزین کردن حاکمان مخالف قبلی با شهروندان اشراف‌زاده اکد، شهر زادگاهش که در آن وفاداری در آنجا تضمین می‌شد، سلطه خود را بر سرزمین‌های خود تحکیم بخشید.

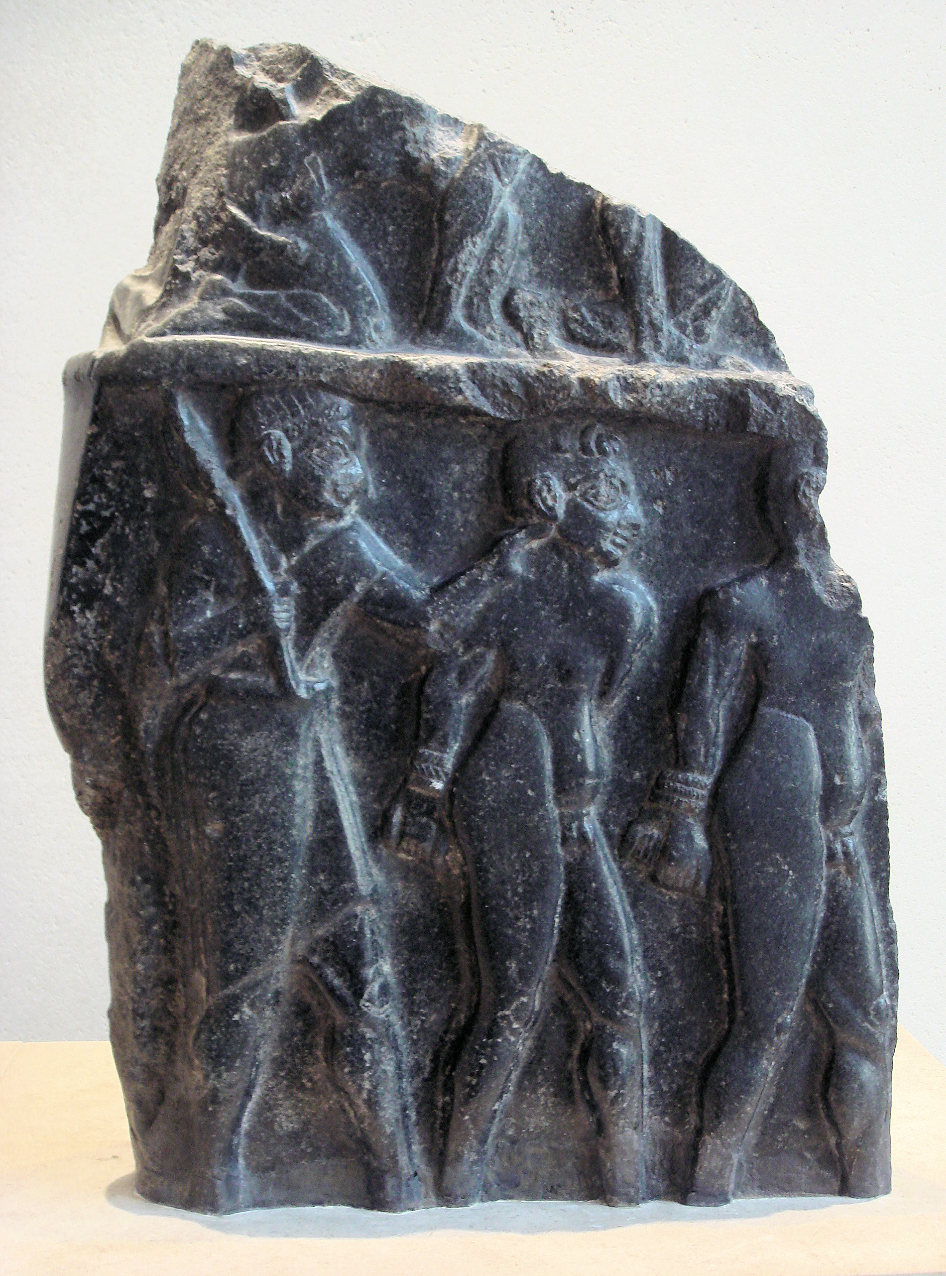
زندانیانی که توسط یک سرباز اسکورت می‌شوند، بر روی ستون پیروزی سارگون اکد، در حدود ۲۳۰۰ پیش از میلاد. مدل موی زندانیان (موهای مجعد در بالا و موهای کوتاه در طرفین) مشخصه سومری‌ها است، همان‌طور که در پرچم اور نیز دیده می‌شود، موزه لوور.

### ریموش و منیشتوشو

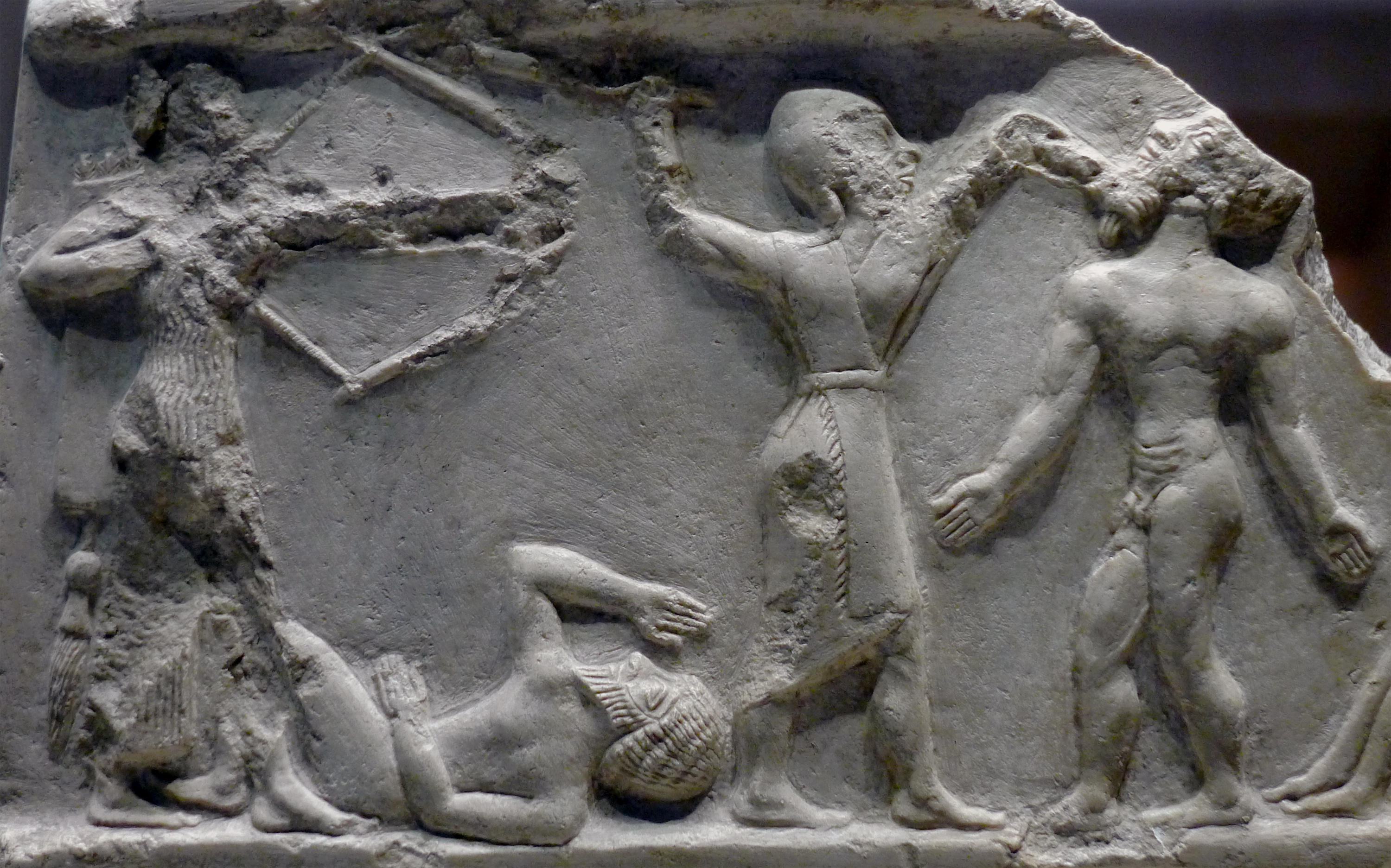
سربازان اکدی در حال کشتن دشمنان، در حدود ۲۳۰۰ پیش از میلاد، احتمالاً از استوانه پیروزی ریموش.

سارگون حتی در سنین پیری مخالفان را در هم شکسته بود. این مشکلات دوباره در دوران سلطنت پسرانش شروع شد، جایی که شورش‌ها در طول نه سال سلطنت ریموش (۲۲۷۸–۲۲۷۰ پیش از میلاد) که سخت برای حفظ امپراتوری جنگید و تا زمانی که توسط برخی از درباریان خود ترور شد، موفق بود. بر اساس کتیبه‌های او، او با شورش‌های گسترده‌ای روبرو شد و مجبور شد شهرهای اور، اوما، آداب، لاگاش، در و کازلو را از شورشیان فتح کند: ریموش کشتار دسته جمعی و ویرانی گسترده دولت‌شهرهای سومری را آغاز کرد و سوابق دقیق تخریب‌های خود را حفظ کرد. بیشتر شهرهای بزرگ سومری ویران شدند و تلفات انسانی سومری‌ها بسیار زیاد بود:
| تلفات سومریان از لشکرکشی‌های ریموش |             |              |             |        |                   |        |
| شهرهای ویران شده:                 | ادب و زبالا | اوما و کی.AN | اور و لاگاش | کزالو  | (سه نبرد در سومر) | جمع    |
| کشته شده                          | ۱۵٬۷۱۸      | ۸٬۹۰۰        | ۸٬۰۴۹       | ۱۲٬۰۵۲ | ۱۱٬۳۲۲            | ۵۶٬۰۴۱ |
| اسیر و به بردگی گرفته شد          | ۱۴٬۵۷۶      | ۳٬۵۴۰        | ۵٬۴۶۰       | ۵٬۸۶۲  | _                 | ۲۹٬۴۳۸ |
| "تبعید و نابود شده"               | _           | ۵٬۶۰۰        | ۵٬۹۸۵       | _      | ۱۴٬۱۰۰            | ۲۵٬۶۸۵ |

بعد از ریموش، برادر بزرگش منیشتوشو (۲۲۶۹–۲۲۵۵ پیش از میلاد) جانشین او شد. به نظر می‌رسد که منشستیو با ۳۳ پادشاهی که علیه او جمع شده بودند و کنترل کشور ماقبل عربی خود را که متشکل از امارات متحده عربی و عمان امروزی بود، نبرد دریایی کرده است. با وجود موفقیت، به نظر می‌رسد مانند برادرش در یک توطئه قصری ترور شده است.

### نارام سین

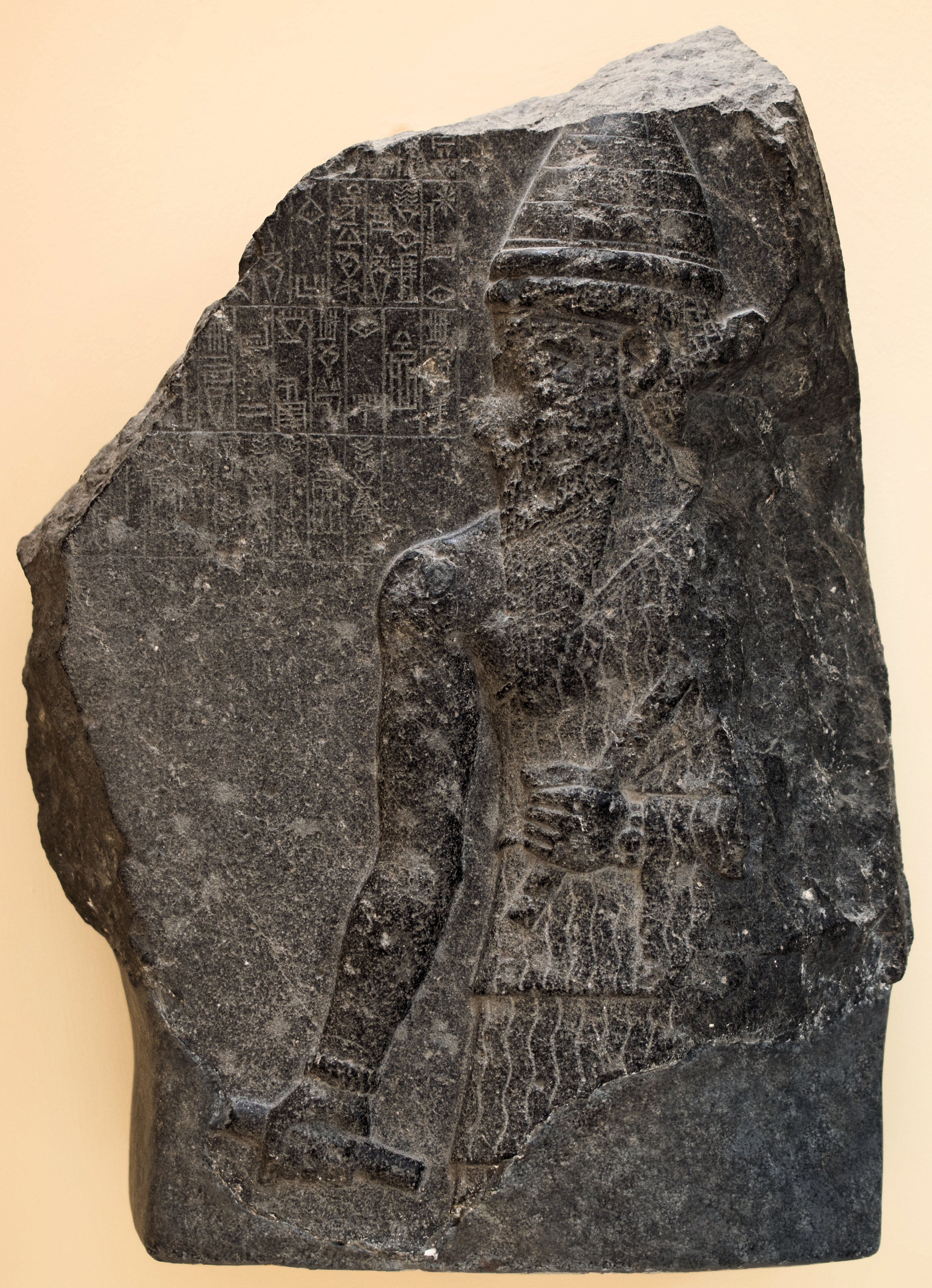
پرتره نارام سین با کتیبه‌ای به نام او.

پسر و جانشین منیشتوشو، نارام سین (۲۲۵۴–۲۲۱۸ پیش از میلاد)، به دلیل فتوحات نظامی گسترده، عنوان امپراتوری «شاه نارام سین، شاه چهارگوشه جهان» (Lugal Naram-Sîn, Šar kibrat 'arbaim) را به خود اختصاص داد.
او همچنین برای نخستین بار در فرهنگ سومری به عنوان «خدای (سومری = DINGIR، اکدی = ilu) آگاد» (اکد) خطاب شد و این در تقابل با اعتقاد مذهبی قبلی که پادشاهان فقط نماینده مردم در مقابل خدایان هستند، بود.
او همچنین در آغاز سلطنت خود با شورش‌هایی روبرو شد، اما به سرعت آنها را سرکوب کرد.

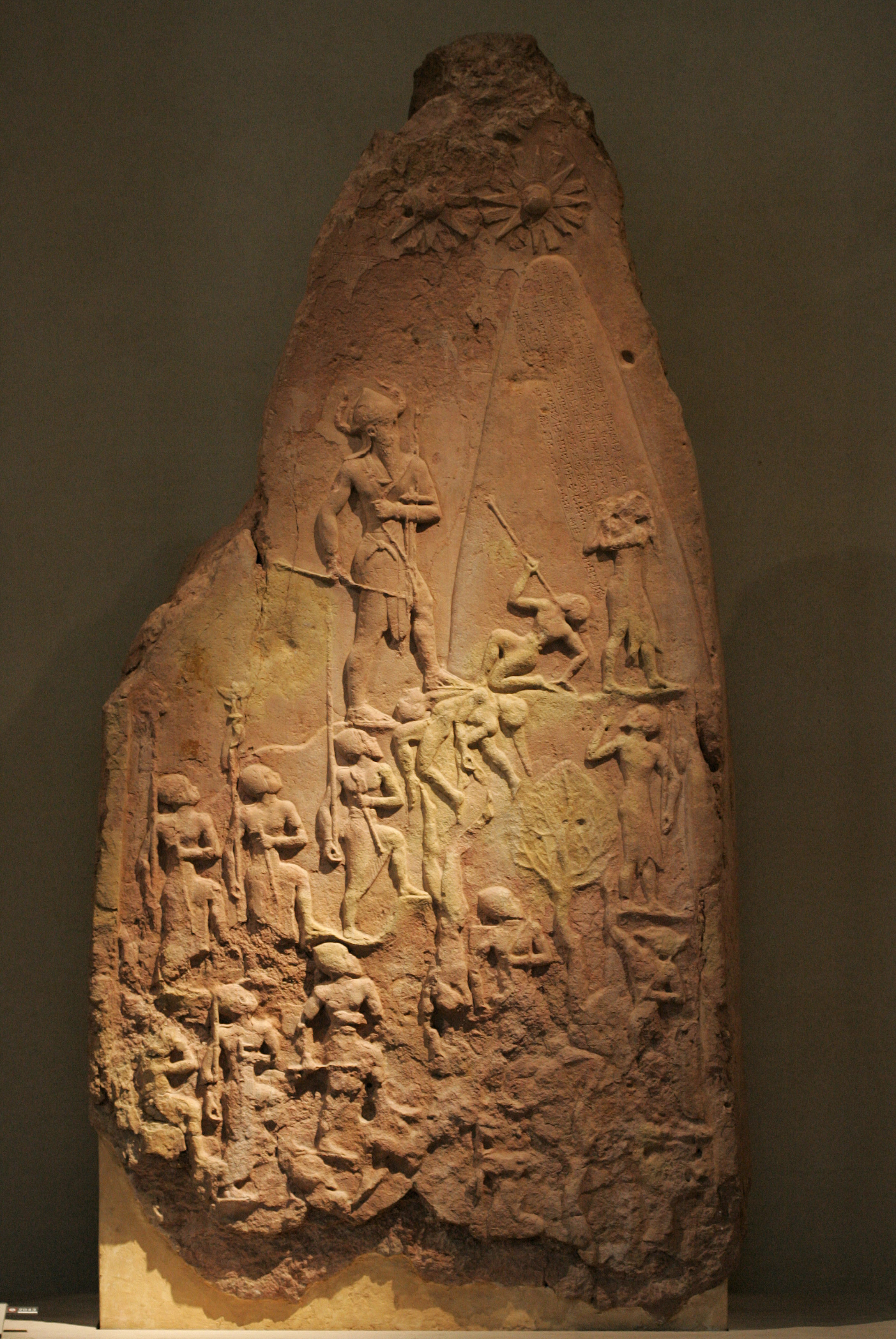
کتیبه پیروزی نارام سین، جشن پیروزی در برابر لولوبی‌ها از زاگرس ۲۲۶۰ پیش از میلاد.
او یک کلاهخود شاخدار بر سر دارد که نمادی از الوهیت است و همچنین در مقیاس بزرگتر در مقایسه با دیگران برای تأکید بر برتری او به تصویر کشیده شده است. در قرن دوازدهم پیش از میلاد به عنوان غنیمت جنگی از سیپار به شوش بازگردانده شد.

نارام سین فتح ابلا و همچنین آرمانوم و اسارت پادشاه آن توسط اکدیان را ثبت کرد.

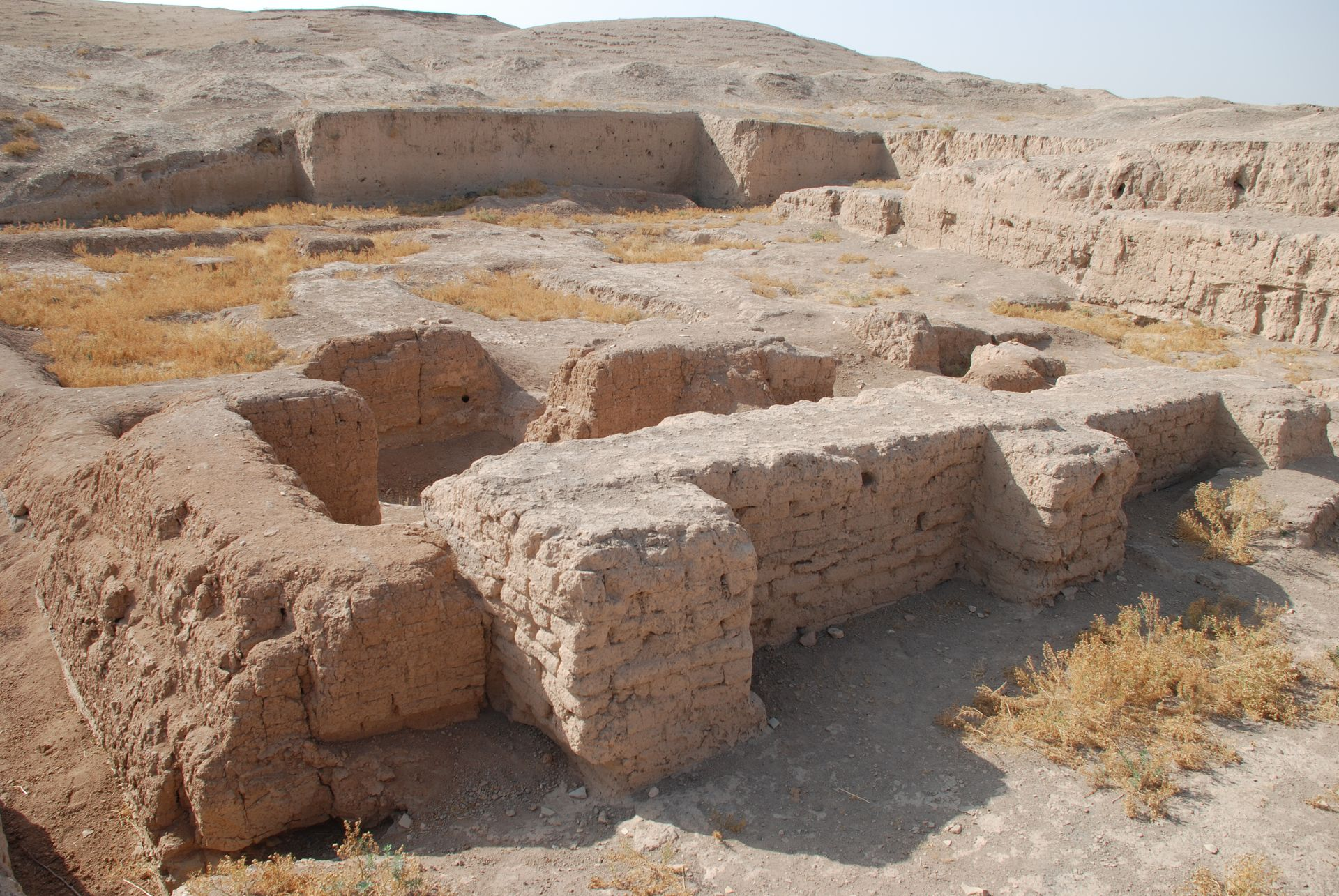
قصر نارام سین در تل براک.

برای بهتر نگه داشتن سوریه، او یک اقامتگاه سلطنتی در تل براک، تقاطع جاده در قلب حوضچه رودخانه خابور در ''جزیره" ساخت. نارام سین علیه ماگان که نیز شورش کرد، مبارزه کرد؛ نارام سین "لشکرکشی در برابر ماگان راه اندازی کرد و شخصاً ماندانو، پادشاه آن را گرفت"، جایی که پادگان‌هایی را برای حفاظت از جاده‌های اصلی ایجاد کرد. به نظر می‌رسید که تهدید اصلی از کوه‌های شمالی زاگرس، یعنی لولوبیان و گوتیان‌ها می‌آمد. یک لشکرکشی علیه لولوبی‌ها منجر به حکاکی "سنگ‌نگاره پیروزی نارام سین" شد که اکنون در لوور قرار دارد. منابع هیتی ادعا می‌کنند نارام سین از اکد حتی به آناتولی حمله کرد و با پادشاهان حتی و هوری‌ها از جمله پامبا، پادشاه حتیان، زیپانی از کانش و ۱۵ نفر دیگر مبارزه کرد.
اقتصاد به شدت برنامه‌ریزی شده بود.
در متون بعدی آشوری و بابلی، نام اکد همراه با سومر، به عنوان بخشی از عنوان سلطنتی ظاهر می‌شود، همان‌طور که در سومری LOGAL KI-EN-GI KI-URI یا اکدی Šar māt Šumeri u Akkadi، که به صورت شاه سومر و اکد ترجمه شده است. این عنوان توسط پادشاهی که کنترل نیپور، مرکز فکری و مذهبی جنوب بین‌النهرین را به دست گرفت، استفاده شد.
در طول دوره اکدی، زبان اکدی زبان میانجی خاورمیانه شد و به‌طور رسمی برای ادارات استفاده می‌شد، اگرچه زبان سومری به عنوان یک زبان مذهبی و ادبی باقی ماند. گسترش زبان اکدی از سوریه تا ایلام کشیده شد و حتی زبان ایلامی به‌طور موقت به خط میخی بین‌النهرین نوشته می‌شد. متون اکدی بعداً به مکان‌های دوردست، از مصر (در دوره عمارنه) و آناتولی تا ایران (بیستون) راه یافتند.

### تسلیم پادشاهان سومری
تسلیم برخی از فرمانروایان سومری به امپراتوری اکد در کتیبه‌های مهر فرمانروایان سومری مانند لوگال-وشومگال، فرماندار (انسی) لاگاش ("شیرپولا")، در حدود ۲۲۳۰–۲۲۱۰ پیش از میلاد ثبت شده است. کتیبه‌های متعددی از لوگال-وشومگل شناخته شده است، به ویژه آثار مهرهایی که از او به عنوان فرماندار لاگاش و در آن زمان به عنوان رعیت (𒀵، آراد، "خدمت" یا "غلام") نارام سین و همچنین جانشین او شار کالی شری یاد می‌کنند. یکی از این مهرها اعلام می‌کند:
نارام سین، خدای توانا اکد، شاه چهارگوشه جهان، لوگال اوشومگال، کاتب، انسی لاگاش، بنده توست.— مهر لوگال-اشومگل به عنوان رعیت نارام سین.
 می‌توان در نظر گرفت که لوگال-وشومگال، مانند مسکیگال، حاکم ادب همکار امپراتوری اکد بوده است. با این حال، بعداً، پوزور-ماما جانشین لوگال-وشومگال شد که با کاهش قدرت اکدی، از شار کالی شری استقلال یافت و عنوان «پادشاه لاگاش» را به خود گرفت و سلسله دوم برجسته لاگاش را آغاز کرد.

### سقوط - فروپاشی

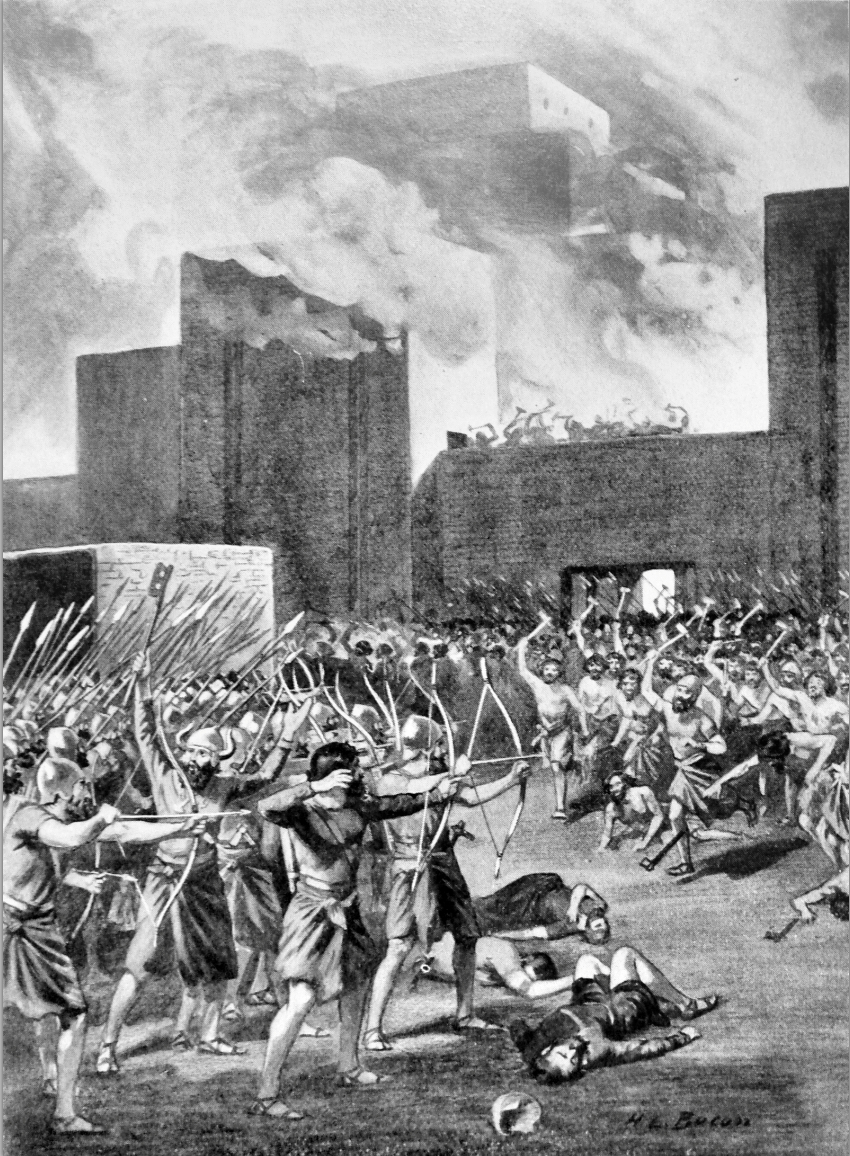
گوتی‌ها در حال تصرف یک شهر بابلی هستند، زیرا اکدی‌ها در خارج از شهر خود موضع می‌گیرند. تصویر قرن نوزدهم میلادی.

امپراتوری اکد احتمالاً در سده ۲۲ پیش از میلاد، در عرض ۱۸۰ سال پس از تأسیس آن سقوط کرد و آغازگر یک " عصر تاریک " بود که تا زمان سلسله سوم اور هیچ قدرت امپراتوری برجسته‌ای نداشت. ساختار سیاسی منطقه ممکن است به وضعیت قبلی حاکمیت محلی توسط دولت-شهرها بازگشته باشد.
در پایان سلطنت شار کالی شری، امپراتوری شروع به فروپاشی کرده بود. پس از چندین سال هرج و مرج (و چهار پادشاه)، شو تورول و دودو به نظر می‌رسد که برخی از قدرت متمرکز را برای چندین دهه احیا کرده‌اند. با این حال، در نهایت آنها قادر به جلوگیری از سقوط نهایی امپراتوری و واگذاری قدرت به گوتیان مستقر در اداب، که در زمان شار کالی شری توسط اکد فتح شده بود، نبودند
اطلاعات کمی در مورد دوره گوتیان یا مدت زمان طولانی آن وجود دارد. منابع خط میخی نشان می‌دهند که دولت گوتیان توجه کمی به حفظ کشاورزی، سوابق مکتوب یا امنیت عمومی نشان می‌دهد. آنها ظاهراً همه حیوانات مزرعه را آزادانه برای پرسه زدن در بین‌النهرین رها کرده و به زودی قحطی و قیمت غلات را افزایش دادند. اورنامو (۲۱۱۲–۲۰۹۵ پیش از میلاد) پادشاه سومری و بنیانگذار سلسله سوم اور، در طول سلطنت خود گوتی‌ها را از بین‌النهرین پاک کرد.
فهرست پادشاهان سومری که امپراتوری اکد را پس از مرگ شار کالی شری توصیف می‌کند، می‌گوید:
پادشاه چه کسی بود؟ چه کسی پادشاه نبود؟ ایرجیجی پادشاه؛ نانوم، پادشاه؛ ایمی پادشاه؛ ایلولو، پادشاه - چهار نفر از آنها پادشاه بودند اما تنها سه سال سلطنت کردند. دودو ۲۱ سال سلطنت کرد. شو تورول، پسر دودو، ۱۵ سال سلطنت کرد. … آگاد باور شد و پادشاهی آن به اوروک منتقل شد. در اوروک، اور-نینکین ۷ سال سلطنت کرد، اور-گیگیر، پسر اور-نینکین، ۶ سال سلطنت کرد. کودا ۶ سال سلطنت کرد. پوزور-ایلی ۵ سال سلطنت کرد، اور-اوتو ۶ سال سلطنت کرد. اوروک با سلاح مورد حمله قرار گرفت و پادشاهی آن توسط انبوهی از گوتیان از بین برده شد.
با این حال، هیچ سال نام شناخته شده یا شواهد باستان‌شناسی دیگری وجود ندارد که هیچ‌یک از این پادشاهان بعدی اکد یا اوروک را تأیید کند، به جز چندین اثر باستانی که به دودو، پادشاه اکد و پسرش شو تورول اشاره می‌کنند. شاهان نامبرده اوروک ممکن است معاصر آخرین پادشاهان اکد بوده باشند، اما در هر صورت نمی‌توانستند خیلی برجسته باشند.
دوره بین ۲۱۱۲ پیش از میلاد تا ۲۰۰۴ پیش از میلاد به عنوان دوره سوم اور شناخته می‌شود. نوشتن اسناد دوباره به سومری آغاز شد، اگرچه سومری در حال تبدیل شدن به یک زبان صرفاً ادبی یا مذهبی بود، همان‌طور که لاتین بعدها در اروپای قرون وسطی انجام شد.
یک توضیح برای پایان امپراتوری اکد به سادگی این است که سلسله اکدی نتوانست برتری سیاسی خود را بر دیگر دولت شهرهای قدرتمند مستقل حفظ کند.

#### علل طبیعی: خشکسالی، الگوهای آب و هوای فصلی
یک نظریه که همچنان بحث‌برانگیز است، قحطی منطقه‌ای را در پایان دوره اکدی (و نخستین دوره میانی پس از پادشاهی کهن در مصر باستان) با افزایش سریع خشکی و بارندگی ناموفق در منطقه خاور نزدیک باستان مرتبط می‌کند. توسط یک خشکسالی جهانی در مقیاس صد ساله، که گاهی به آن رخداد ۴٫۲ هزار سال پیش می‌گویند. هاروی وایس این را نشان داده است.

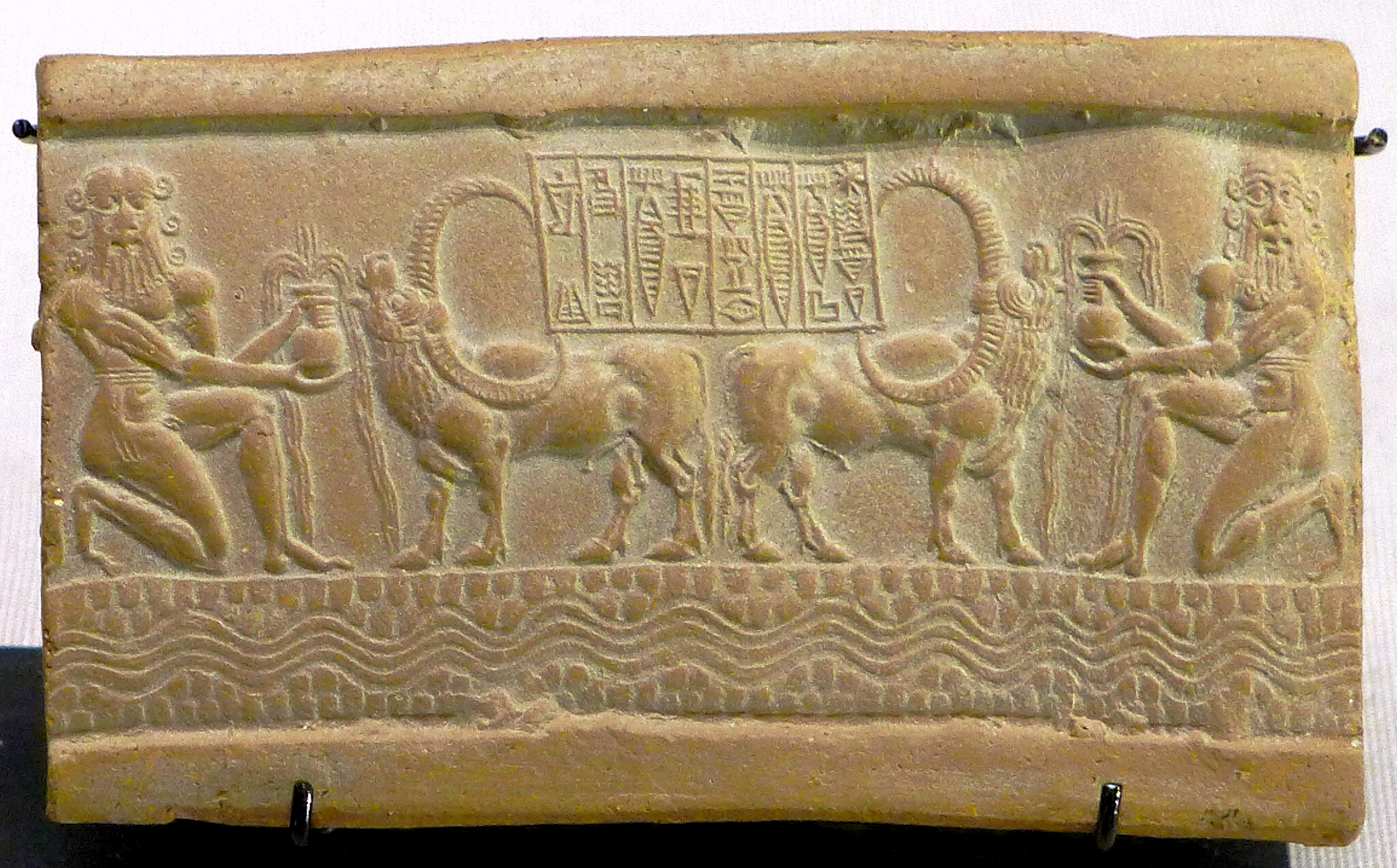
نقش مهر استوانه‌ای مربوط به زمان شاه اکد شار کالی شری (حدود ۲۲۰ پ. م)، با کتیبه مرکزی: «شاهزاده شار کالی شری، خدای اکد، بنده او ابن شروم کاتب». گمان می‌رود که گاومیش شاخ دراز از دره سند آمده باشد و در مورد روابط سند و بین‌النهرین شاهد تبادل نظر با ملوه‌ها (تمدن دره سند) است. حدود ۲۲۱۷–۲۱۹۳ پیش از میلاد. موزه لوور.

حفاری در تل لیلان نشان می‌دهد که این سایت به زودی پس از ساخت دیوارهای عظیم شهر، بازسازی معبد و سازماندهی مجدد تولید غلات متروکه شده است. زباله‌ها، گرد و غبار و شن و ماسه ای که به دنبال آن وارد شد، اثری از فعالیت‌های انسانی نشان نداد. نمونه‌های خاک نشان دهنده شن و ماسه ریز باد شده، بدون اثری از فعالیت کرم خاکی، کاهش بارندگی و نشانه‌هایی از آب و هوای خشک‌تر و بادی است. شواهد نشان می‌دهد که گوسفند و گاو لاغر اسکلت در اثر خشکسالی تلف شدند و تا ۲۸۰۰۰ مردم سایت را رها کردند و احتمالاً به دنبال مناطق مرطوب تر در جای دیگری بودند. بگید براک ۷۵ درصد سایزش کوچک شد. تجارت سقوط کرد. گله‌داران عشایری مانند عموری‌ها گله‌ها را به تأمین کنندگان آب قابل اعتماد نزدیک تر کردند و آنها را با جمعیت اکدی درگیر کردند. به نظر می‌رسد که این فروپاشی ناشی از اقلیم کل خاورمیانه را تحت تأثیر قرار داده است و همزمان با فروپاشی پادشاهی کهن مصر بوده است.